# Tanjung Jaya (Palas)
Tanjung Jaya is een bestuurslaag in het regentschap Lampung Selatan van de provincie Lampung, Indonesië. Tanjung Jaya telt 2238 inwoners (volkstelling 2010).